# Pittosporum anomalum
Pittosporum anomalum är en tvåhjärtbladig växtart som beskrevs av Robert Malcolm Laing och Gourlay. Pittosporum anomalum ingår i släktet Pittosporum och familjen Pittosporaceae. Inga underarter finns listade.